# KazSat 3
O KazSat 3 é um satélite de comunicação geoestacionário cazaque da série KazSat construído pela ISS Reshetnev em parceria com a Thales Alenia Space, ele está localizado na posição orbital de 58,5 graus de longitude leste e é administrado pela JSC KazSat. O satélite foi baseado na plataforma Ekspress-1000NTA e sua vida útil estimada é de 15 anos.

## História
O Cazaquistão assinou um contrato em junho de 2011 com a empresa Khrunichev Space Center para a construção do satélite KazSat 3.
A Thales Alenia Space foi o fornecedor da carga de comunicações. O satélite foi baseado na plataforma Ekspress-1000NTA e tem uma carga de alimentação de cerca de 5,5 kW.

## Lançamento
O satélite foi lançado com sucesso ao espaço no dia 28 de abril de 2014, às 10:25 UTC, por meio de um veículo Proton-M/Briz-M, a partir do Cosmódromo de Baikonur, no Cazaquistão, juntamente com o satélite Luch 5V. Ele tinha uma massa de lançamento de 1800 kg.

## Capacidade e cobertura
O KazSat 3 está equipado com 28 transponders em banda Ku ativos para fornecer serviços de televisão e de acesso rápido à Internet cobrindo todo o território do Cazaquistão e países vizinhos.